# Narangodes haemorranta
Narangodes haemorranta är en fjärilsart som beskrevs av George Francis Hampson 1910. Narangodes haemorranta ingår i släktet Narangodes och familjen nattflyn. Inga underarter finns listade i Catalogue of Life.